# Lunch (singolo)
Lunch è un singolo della cantante statunitense Billie Eilish, pubblicato il 17 maggio 2024 come primo estratto dal terzo album in studio Hit Me Hard and Soft.

## Antefatti
Le speculazioni circa l'orientamento sessuale di Billie Eilish sono iniziate quando ha pubblicato il video musicale del singolo del 2021 Lost Cause. Il video mostrava Eilish ad un pigiama party con diverse donne. Molti fan e media hanno avvertito il video come omoerotico, e la cantante ha iniziato a ricevere accuse di queerbaiting. In risposta, ha pubblicato su Instagram le foto del dietro le quinte del video con la didascalia "I love girls".
Nel novembre 2023, durante un'intervista con Variety, Eilish ha discusso del suo rapporto con la sessualità e la femminilità, nonché della sua frustrazione per le speculazioni delle persone sul suo orientamento sessuale. Ha detto di aver sempre sentito un'attrazione emotiva per le donne insieme all'attrazione fisica, ammettendo che può essere intimidita dalle donne che trova belle. Un mese dopo, durante un evento pubblico, un giornalista chiese a Eilish se i suoi commenti durante l'intervista fossero dichiarazioni di coming out, domanda alla quale lei rispose che non era questo il motivo e che pensava che il suo orientamento sessuale fosse già ovvio. Una volta concluso l'evento, ha postato su Instagram criticando la giornalista per la sua domanda, accusandola di averle fatto outing e confermando che le piacevano sia gli uomini che le donne.

## Pubblicazione
Eilish ha reso disponibile per l'ascolto un'anteprima Lunch assieme ad altri due brani dell'album Hit Me Hard and Soft durante un DJ set tenuto nell'ambito del festival di Coachella 2024. L'uscita ufficiale sulle piattaforme è invece avvenuta soltanto con l'uscita dell'album, il 17 maggio 2024.

## Descrizione
Durante un'intervista per Rolling Stone del 2024, Eilish ha discusso il processo creativo dietro la realizzazione del brano. La cantante ha ammesso che Lunch l'ha aiutata ad esplorare e poi confermare la sua attrazione per lo stesso sesso. Nello specifico, ha cominciato a scrivere Lunch prima del suo primo incontro sessuale con una donna e ha concluso la composizione in seguito, alimentata dalla consapevolezza che «voleva mettere il suo viso in una vagina».
Scritta su una linea di basso pesante, nella canzone viene esplorato il forte desiderio sessuale di Eilish per una donna e paragona il sesso lesbico con lei al pranzo. Nel ritornello, descrive il sapore della donna mentre «danza sulla lingua [di Eilish]» e definisce l'esperienza irresistibile.

## Video musicale
Il video musicale è stato reso disponibile in concomitanza con l'uscita del brano attraverso il suo canale YouTube.

## Classifiche

### Classifiche settimanali
| Classifica (2024)   | Posizione massima |
| ------------------- | ----------------- |
| Arabia Saudita      | 12                |
| Argentina           | 43                |
| Australia           | 5                 |
| Austria             | 2                 |
| Belgio (Fiandre)    | 2                 |
| Belgio (Vallonia)   | 14                |
| Bielorussia         | 91                |
| Brasile             | 15                |
| Canada              | 7                 |
| Corea del Sud       | 160               |
| Croazia             | 10                |
| Danimarca           | 6                 |
| Emirati Arabi Uniti | 7                 |
| Estonia             | 22                |
| Filippine           | 62                |
| Finlandia           | 9                 |
| Francia             | 16                |
| Germania            | 5                 |
| Grecia              | 2                 |
| Hong Kong           | 17                |
| Irlanda             | 4                 |
| Islanda             | 2                 |
| Italia              | 33                |
| Lettonia            | 2                 |
| Lituania            | 1                 |
| Lussemburgo         | 6                 |
| Medio Oriente       | 5                 |
| Norvegia            | 4                 |
| Nuova Zelanda       | 2                 |
| Paesi Bassi         | 4                 |
| Panama              | 35                |
| Polonia             | 8                 |
| Portogallo          | 1                 |
| Regno Unito         | 2                 |
| Repubblica Ceca     | 1                 |
| Russia              | 55                |
| Slovacchia          | 3                 |
| Spagna              | 18                |
| Stati Uniti         | 5                 |
| Sudafrica           | 14                |
| Svezia              | 4                 |
| Svizzera            | 3                 |
| Taiwan              | 19                |
| Ucraina             | 151               |
| Ungheria            | 10                |

### Classifiche di fine anno
| Classifica (2024) | Posizione |
| ----------------- | --------- |
| Australia         | 44        |
| Canada            | 40        |
| Estonia           | 161       |
| Islanda           | 50        |
| Nuova Zelanda     | 47        |
| Portogallo        | 80        |
| Regno Unito       | 57        |
| Stati Uniti       | 48        |
| Svizzera          | 85        |

## Riconoscimenti
| Anno | Premio                 | Categoria       | Risultato   | Nota   |
| ---- | ---------------------- | --------------- | ----------- | ------ |
| 2024 | MTV Video Music Awards | Video dell'anno | Candidato/a | [ 57 ] |